# Matt Hunter
Matthew Alexander Hunter Correa (Manhattan, Nueva York, 20 de febrero de 1998), más conocido como Matt Hunter, es un cantante de pop y actor de voz estadounidense de origen colombiano e italiano.

## Primeros años
Matthew Alexander Hunter Correa nació el 20 de febrero de 1998 en Nueva York. Tiene raíces colombianas e italianas y fue criado por su madre Louisa Correa, una odontóloga y quien se desempeña como su mánager. No mantiene contacto seguido con su padre, llamado igual que su hermano mayor (John Hunter) y quien tuvo dos hijos más con otra mujer. Tiene 3 hermanos: Ethan, Daniella y John.
Hunter canta desde los dos años de edad, pero también se interesó por los deportes, como el skateboarding y el fútbol. Con el paso del tiempo, aprendió a tocar la guitarra, el piano, la batería, entre otros.

## Carrera
Su primer trabajo fue en 2009, donde dio la voz en español del personaje Diego en la serie infantil Dora, la exploradora seguido de la serie Go, Diego, Go! , cuyo contrato duró hasta 2011. Ese año decidió empezar su carrera profesional como cantante, aunque desde 2009 publicaba vídeos musicales en su canal de YouTube, los cuales lo ayudaron a impulsar su fama en Latinoamérica.
En septiembre de 2011 publicó su primer sencillo «Mi amor». Al año siguiente estrenó su segundo sencillo llamado «Mi señorita», el cual fue producido por Richy Peña. A finales de noviembre de 2012, fue invitado por Don Francisco al Teletón de Chile, donde realizó dos presentaciones, una en el Teatro Teletón y otra en el Estadio Nacional. En mayo de 2013 regresó a dicho país para realizar tres conciertos, de su gira "En busca de mi señorita", donde cantó ante más de 15 000 personas.
Ha sido nominado numerosas veces a distintos certámenes como los Premios Juventud (2012: Revelación Juvenil) (2013: Mi artista pop), en la revista People en español (nominado dos veces), los 50 más bellos de People en español, el artista juvenil del momento, etc.

## Discografía
- 2011: «With You» Versión
- 2011: «Mi Amor»
- 2011: «My First Kiss»
- 2011: «#1 Girl»
- 2011: «Ángel»
- 2011: «Home For The Holidays»
- 2011: «Let's Go»
- 2011: «I Wanna Dance»
- 2011: «Is It You»
- 2012: «Promise» Versión
- 2012: «Me Gusta, Te Gusta»
- 2013: «Little Things» Versión
- 2013: «Locked Out of Heaven» Versión
- 2013: «Right Here Right Now»
- 2013: «Mi Talismán»
- 2013: «Lucky Charm»
- 2013: «Te Vi»
- 2013: «Celular»
- 2014: «All Of Me» Versión
- 2014: «Todo Cambiará» Versión
- 2014: «Minha Mina Ta Loca»
- 2014: «Mi Chica Está Loca»
- 2014: «Solo Pienso En Ti»
- 2015: «Amor Sin Secretos»
- 2015: «Más Que Tú amigo»
- 2015: «Fiesta»
- 2016: «Amor Real»
- 2016: «Te Necesito» con Schuster
- 2018: «Dicen» con Lele Pons
- 2018: «Lista De Espera» con Isabela Moner
- 2019: «Una Vez Más» con Tommy Boysen
- 2019: «Cazador» con Lenny Tavarez
- 2019: «Problemas» con Gashi y Big Soto

## Filmografía
| Año       | Título               | Papel | Temporadas    |
| --------- | -------------------- | ----- | ------------- |
| 2009–2011 | Dora, la exploradora | Diego | Temporada 4-5 |
| 2009–2011 | Go, Diego, Go!       | Diego | Temporada 4-5 |